# Liste der Berge und Gebirge des Erdmondes
Dies ist eine Liste der Bergstrukturen auf dem Mond der Erde.

## Gebirge (Montes)
In den Hochländern (Terrae) des Mondes gibt es mehrere Bergketten, die meist nach irdischen Gebirgen benannt wurden.
| Name               | Benannt nach                                    | Lage                       | Mittlere Ausdehnung in km |
| ------------------ | ----------------------------------------------- | -------------------------- | ------------------------- |
| Montes Agricola    | Georgius Agricola                               | 29° 6′ 0″ N, 54° 12′ 0″ W  | 141                       |
| Montes Alpes       | Alpen                                           | 46° 24′ 0″ N, 0° 48′ 0″ W  | 281                       |
| Montes Apenninus   | Apenninen                                       | 18° 54′ 0″ N, 3° 42′ 0″ W  | 401                       |
| Montes Archimedes  | Archimedes                                      | 25° 18′ 0″ N, 4° 36′ 0″ W  | 163                       |
| Montes Carpatus    | Karpaten                                        | 14° 30′ 0″ N, 24° 24′ 0″ W | 361                       |
| Montes Caucasus    | Kaukasus                                        | 38° 24′ 0″ N, 10° 0′ 0″ O  | 445                       |
| Montes Cordillera  | Kordilleren                                     | 17° 30′ 0″ S, 81° 36′ 0″ W | 574                       |
| Montes Haemus      | Balkangebirge                                   | 19° 54′ 0″ N, 9° 12′ 0″ O  | 560                       |
| Montes Harbinger   | „Vorboten (englisch harbinger) [der Dämmerung]“ | 27° 0′ 0″ N, 41° 0′ 0″ W   | 090                       |
| Montes Jura        | Jura                                            | 47° 6′ 0″ N, 34° 0′ 0″ W   | 422                       |
| Montes Pyrenaeus   | Pyrenäen                                        | 15° 36′ 0″ S, 41° 12′ 0″ O | 164                       |
| Montes Recti       | „gerades Gebirge“                               | 48° 0′ 0″ N, 20° 0′ 0″ W   | 090                       |
| Montes Riphaeus    | Riphäen                                         | 7° 42′ 0″ S, 28° 6′ 0″ W   | 189                       |
| Montes Rook        | Lawrence Rook                                   | 20° 36′ 0″ S, 82° 30′ 0″ W | 791                       |
| Montes Secchi      | Angelo Secchi                                   | 3° 0′ 0″ N, 43° 0′ 0″ O    | 050                       |
| Montes Spitzbergen | Spitzbergen                                     | 35° 0′ 0″ N, 5° 0′ 0″ W    | 060                       |
| Montes Taurus      | Taurusgebirge                                   | 28° 24′ 0″ N, 41° 6′ 0″ O  | 172                       |
| Montes Teneriffe   | Teneriffa                                       | 47° 6′ 0″ N, 11° 48′ 0″ W  | 182                       |

## Berge (Mons)
Für deutlich sichtbare und abgegrenzte Erhebungen sind ebenfalls Namen vergeben worden.
| Name                    | Benannt nach                                         | Lage                       | Mittlerer Durchmesser in km |
| ----------------------- | ---------------------------------------------------- | -------------------------- | --------------------------- |
| Mons Agnes              | Agnes                                                | 18° 36′ 0″ N, 5° 18′ 0″ O  | 01                          |
| Mons Ampère             | André-Marie Ampère                                   | 19° 0′ 0″ N, 4° 0′ 0″ W    | 30                          |
| Mons André              | André                                                | 5° 12′ 0″ N, 120° 36′ 0″ O | 10                          |
| Mons Ardeshir           | persischer Männername (Ardaschir)                    | 5° 0′ 0″ N, 121° 0′ 0″ O   | 08                          |
| Mons Argaeus            | antiker Name des heutigen Erciyes Dağı in der Türkei | 19° 0′ 0″ N, 29° 0′ 0″ O   | 50                          |
| Mont Blanc              | Mont Blanc                                           | 45° 0′ 0″ N, 1° 0′ 0″ O    | 25                          |
| Mons Bradley            | James Bradley                                        | 22° 0′ 0″ N, 1° 0′ 0″ O    | 30                          |
| Mons Delisle            | Joseph Nicolas Delisle                               | 29° 30′ 0″ N, 35° 48′ 0″ W | 30                          |
| Mons Dieter             | Dieter                                               | 5° 0′ 0″ N, 120° 12′ 0″ O  | 20                          |
| Mons Dilip              | indischer Männername                                 | 5° 36′ 0″ N, 120° 48′ 0″ O | 02                          |
| Mons Esam               | arabischer Männername                                | 14° 36′ 0″ N, 35° 42′ 0″ O | 08                          |
| Mons Ganau              | afrikanischer Männername                             | 4° 48′ 0″ N, 120° 36′ 0″ O | 14                          |
| Mons Gruithuisen Delta  | Franz von Paula Gruithuisen                          | 36° 0′ 0″ N, 39° 30′ 0″ W  | 20                          |
| Mons Gruithuisen Gamma  | Franz von Paula Gruithuisen                          | 36° 36′ 0″ N, 40° 30′ 0″ W | 20                          |
| Mons Hadley             | John Hadley                                          | 26° 30′ 0″ N, 4° 42′ 0″ O  | 25                          |
| Mons Hadley Delta       | John Hadley Delta                                    | 25° 48′ 0″ N, 3° 48′ 0″ O  | 15                          |
| Mons Hansteen           | Christopher Hansteen                                 | 12° 6′ 0″ S, 50° 0′ 0″ W   | 30                          |
| Mons Herodotus          | Herodot                                              | 27° 30′ 0″ N, 53° 0′ 0″ W  | 05                          |
| Mons Huygens            | Christiaan Huygens                                   | 20° 0′ 0″ N, 2° 54′ 0″ W   | 40                          |
| Mons La Hire            | Philippe de la Hire                                  | 27° 48′ 0″ N, 25° 30′ 0″ W | 25                          |
| Mons Latrelle           | Pierre André Latreille                               | 18° 47′ 0″ N, 61° 50′ 0″ O | 6,4                         |
| Mons Maraldi            | Giovanni Domenico Maraldi                            | 20° 18′ 0″ N, 35° 18′ 0″ O | 15                          |
| Mons Moro               | Antonio Lazzaro Moro                                 | 12° 0′ 0″ S, 19° 42′ 0″ W  | 10                          |
| Mons Penck              | Albrecht Penck                                       | 10° 0′ 0″ S, 21° 36′ 0″ O  | 30                          |
| Mons Pico               | spanisches Wort für „Gipfel“                         | 45° 42′ 0″ N, 8° 54′ 0″ W  | 25                          |
| Mons Piton              | französisches Wort für „Bergspitze“                  | 40° 36′ 0″ N, 1° 6′ 0″ W   | 25                          |
| Mons Rümker             | Karl Rümker                                          | 40° 48′ 0″ N, 58° 6′ 0″ W  | 70                          |
| Mons Usov               | Mikhail A. Usov                                      | 12° 0′ 0″ N, 63° 0′ 0″ O   | 15                          |
| Mons Vinogradov         | Alexander Pawlowitsch Winogradow                     | 22° 24′ 0″ N, 32° 24′ 0″ W | 25                          |
| Mons Vitruvius          | Marcus Vitruvius Pollio                              | 19° 24′ 0″ N, 30° 48′ 0″ O | 15                          |
| Mons Wolff              | Christian Wolff                                      | 17° 0′ 0″ N, 6° 48′ 0″ W   | 35                          |
| Berge des ewigen Lichts | (wegen streifenden Sonnenlichts)                     | nahe den Mondpolen         | 05-50                       |

## Kaps (Promontorium)
Die Endpunkte von Gebirgen, die in die Tiefebenen der Maria hineinragen, werden in Anlehnung an irdische Bezeichnungen Promontorium (Kap) genannt.
| Name                    | Benannt nach | Lage                       | Mittlerer Durchmesser in km |
| ----------------------- | --- | -------------------------- | --------------------------- |
| Promontorium Agarum     | antiker Name eines Kaps im Asowschem Meer, beim heutigen Berdjansk in der Ukraine                                                                        | 14° 0′ 0″ N, 66° 0′ 0″ O   | 70                          |
| Promontorium Agassiz    | Louis Agassiz | 42° 0′ 0″ N, 1° 48′ 0″ O   | 20                          |
| Promontorium Archerusia | Fehlschreibung von Acherusia (altgriechisch Ἀχερουσία), einem Kap in Paphlagonien am Schwarzen Meer, heute Baba Burun bei Karadeniz Ereğli in der Türkei | 16° 42′ 0″ N, 22° 0′ 0″ O  | 10                          |
| Promontorium Deville    | Sainte-Claire Charles Deville | 43° 12′ 0″ N, 1° 0′ 0″ O   | 20                          |
| Promontorium Fresnel    | Augustin Jean Fresnel | 29° 0′ 0″ N, 4° 42′ 0″ O   | 20                          |
| Promontorium Heraclides | Herakleides Pontikos | 40° 18′ 0″ N, 33° 12′ 0″ W | 50                          |
| Promontorium Kelvin     | William Thomson, 1. Baron Kelvin | 27° 0′ 0″ S, 33° 0′ 0″ W   | 50                          |
| Promontorium Laplace    | Pierre Simon Laplace | 46° 0′ 0″ N, 25° 48′ 0″ W  | 50                          |
| Promontorium Taenarium  | Kap Tenaro an der Südspitze der Peloponnes | 19° 0′ 0″ S, 8° 0′ 0″ W    | 70                          |

## Rücken (Dorsum)
Die flachen, langgestreckten Erhebungen in den Maria werden als Dorsa (Singular Dorsum, dt. Rücken) bezeichnet.
| Name             | Benannt nach                   | Lage                       | Mittlere Ausdehnung in km |
| ---------------- | ------------------------------ | -------------------------- | ------------------------- |
| Dorsa Aldrovandi | Ulisse Aldrovandi              | 24° 0′ 0″ N, 28° 30′ 0″ O  | 136                       |
| Dorsa Andrusov   | Nikolai Iwanowitsch Andrussow  | 1° 0′ 0″ S, 57° 0′ 0″ O    | 160                       |
| Dorsum Arduino   | Giovanni Arduino               | 24° 54′ 0″ N, 35° 48′ 0″ W | 107                       |
| Dorsa Argand     | Émile Argand                   | 28° 6′ 0″ N, 40° 36′ 0″ W  | 109                       |
| Dorsum Azara     | Félix de Azara                 | 26° 42′ 0″ N, 19° 12′ 0″ O | 105                       |
| Dorsa Barlow     | William Barlow                 | 15° 0′ 0″ N, 31° 0′ 0″ O   | 120                       |
| Dorsum Bucher    | W. H. Bucher                   | 31° 0′ 0″ N, 39° 0′ 0″ W   | 090                       |
| Dorsum Buckland  | William Buckland               | 20° 24′ 0″ N, 12° 48′ 0″ O | 380                       |
| Dorsa Burnet     | Thomas Burnet                  | 28° 24′ 0″ N, 57° 0′ 0″ W  | 194                       |
| Dorsa Cato       | Marcus Porcius Cato der Ältere | 1° 0′ 0″ N, 47° 0′ 0″ O    | 140                       |
| Dorsum Cayeux    | Lucien Cayeux                  | 1° 36′ 0″ N, 51° 12′ 0″ O  | 084                       |
| Dorsum Cloos     | Hans Cloos                     | 1° 0′ 0″ N, 91° 0′ 0″ O    | 100                       |
| Dorsum Cushman   | J. A. Cushman                  | 1° 0′ 0″ N, 49° 0′ 0″ O    | 080                       |
| Dorsa Dana       | James D. Dana                  | 3° 0′ 0″ N, 90° 0′ 0″ O    | 070                       |
| Dorsa Ewing      | William Maurice Ewing          | 10° 12′ 0″ S, 39° 24′ 0″ W | 141                       |
| Dorsum Gast      | Paul Werner Gast               | 24° 0′ 0″ N, 9° 0′ 0″ O    | 060                       |
| Dorsa Geikie     | Sir Archibald Geikie           | 4° 36′ 0″ S, 52° 30′ 0″ O  | 228                       |
| Dorsum Grabau    | Amadeus W. Grabau              | 29° 24′ 0″ N, 15° 54′ 0″ W | 121                       |
| Dorsum Guettard  | Jean-Étienne Guettard          | 10° 0′ 0″ S, 18° 0′ 0″ W   | 040                       |
| Dorsa Harker     | Alfred Harker                  | 14° 30′ 0″ N, 64° 0′ 0″ O  | 197                       |
| Dorsum Heim      | Albert Heim                    | 32° 0′ 0″ N, 29° 48′ 0″ W  | 148                       |
| Dorsum Higazy    | Riad Higazy                    | 28° 0′ 0″ N, 17° 0′ 0″ W   | 060                       |
| Dorsa Lister     | Martin Lister                  | 20° 18′ 0″ N, 23° 48′ 0″ O | 203                       |
| Dorsa Mawson     | Douglas Mawson                 | 7° 0′ 0″ S, 53° 0′ 0″ O    | 132                       |
| Dorsum Nicol     | William Nicol                  | 18° 0′ 0″ N, 23° 0′ 0″ O   | 050                       |
| Dorsum Niggli    | Paul Niggli                    | 29° 0′ 0″ N, 52° 0′ 0″ W   | 050                       |
| Dorsum Oppel     | Albert Oppel                   | 18° 42′ 0″ N, 52° 36′ 0″ O | 268                       |
| Dorsum Owen      | George Owen                    | 25° 0′ 0″ N, 11° 0′ 0″ O   | 050                       |
| Dorsa Rubey      | William Walden Rubey           | 10° 0′ 0″ S, 42° 0′ 0″ W   | 100                       |
| Dorsum Scilla    | Agostino Scilla                | 32° 48′ 0″ N, 60° 24′ 0″ W | 108                       |
| Dorsa Smirnov    | Sergei S. Smirnov              | 27° 18′ 0″ N, 25° 18′ 0″ O | 156                       |
| Dorsa Sorby      | Henry C. Sorby                 | 19° 0′ 0″ N, 14° 0′ 0″ O   | 080                       |
| Dorsa Stille     | Hans Stille                    | 27° 0′ 0″ N, 19° 0′ 0″ W   | 080                       |
| Dorsum Termier   | Pierre-Marie Termier           | 11° 0′ 0″ N, 58° 0′ 0″ O   | 090                       |
| Dorsa Tetyaev    | Mikhail Mikhailovich Tetyaev   | 19° 54′ 0″ N, 64° 12′ 0″ O | 176                       |
| Dorsum Thera     | Thera-Rücken                   | 24° 24′ 0″ N, 31° 24′ 0″ W | 007                       |
| Dorsum von Cotta | Carl Bernard von Cotta         | 23° 12′ 0″ N, 11° 54′ 0″ O | 199                       |
| Dorsa Whiston    | William Whiston                | 29° 24′ 0″ N, 56° 24′ 0″ W | 085                       |
| Dorsum Zirkel    | Ferdinand Zirkel               | 28° 6′ 0″ N, 23° 30′ 0″ W  | 193                       |